# 親愛なるフライシュテットラー君、親愛なるガウリマリ君
カノン『親愛なるフライシュテットラー君、親愛なるガウリマウリ君』（Lieber Freistadtler, lieber Gaulimauli ）K.232 (509a) は、ヴォルフガング・アマデウス・モーツァルトが作曲した4声のカノン。「おい、フライシュテットラー」とも呼ばれる。ト長調。

## 概要
1787年の7月4日以降にウィーンで作曲されたカノンであるが、この作品はモーツァルトの身近な友人のために作曲されたカノンのひとつである。モーツァルトは、好んで友人たちにあだ名をつけるのが得意だったらしく、1787年1月15日に友人ゴットフリート・フォン・ジャカンにあててプラハから出した手紙の中には、自分自身及び友人のあだ名が多く書かれているが、モーツァルトの弟子であったフランツ・ヤーコプ・フライシュテットラー（Franz Jakob Freystädtler、1761年 – 1841年）のあだ名は「ガウリマウリ」（馬面、駄馬の口）と書かれている。また、ホルン協奏曲を捧げられたヨーゼフ・ロイトゲープ（Joseph Leitgeb (Leutgeb)）は「ロバ」と書かれている。中には「ハリネズミ」と書かれたものもある。
なお、フライシュテットラーなどの他の弟子たちは、モーツァルトが作曲したふざけたカノンの歌詞のネタにされており、「俺の尻をなめろ」などもこのカノンの歌詞もネタにされている。しかし、この曲の歌詞は、「俺の尻をなめろ」ほどの下品な歌詞は入っていない。また、この歌詞はモーツァルトが自分で作ったといわれている。
なお、出版に当たってヘルテルが付けた「酒色を愛でざる者やある Wer nicht liebt Wein und Weiber」という詞もある（IMSLPの第1曲目で見ることができる）。

## 関連作品
- 俺の尻をなめろ K.231